# Menú (programa de televisión)
Menú: Historias a la carta (también llamado por un tiempo El Menú de Tevito, El Menú y Menú: El ranking) fue un programa de televisión chileno emitido por Televisión Nacional de Chile, conducido por Claudia Conserva en su última etapa.

## Historia
Partió el lunes 27 de julio de 2009, bajo el nombre El menú de Tevito como un espacio de recuerdos, emitiéndose de lunes a viernes al mediodía. El programa invitaba a recorrer las historias y anécdotas de programas, rostros de televisión y fenómenos que han quedado en la memoria. El nombre del prorgrama hace referencia a Tevito, mascota oficial de TVN entre 1969 y 1973.
En marzo de 2014, el programa volvió renovado: cambió de nombre, pasando a llamarse Menú: Historias a la carta, y comenzó a emitirse en vivo con la conducción de Claudia Conserva y José Antonio Neme; este último sería reemplazado por Fernando Solabarrieta, quien se quedaría con el puesto titular hasta mediados de marzo de 2015, cuando su contrato con TVN no fue renovado y debió dejar el canal público, tras lo cual, Conserva conduce el programa en solitario. Los episodios son temáticos; se realizan entrevistas diarias a rostros de la televisión relacionados con el tema de turno.
El lunes 13 de julio de 2015, Televisión Nacional de Chile decide sacar de pantalla el programa, tras despedir a unas 40 personas por el mal índice de audiencia que afecta al canal de hace algunos meses, por lo cual varios colaboradores del programa fueron desvinculados del canal.

## Equipo

### Conducción
- Claudia Conserva
- Pedro Ruminot (reemplazante)
- José Miguel Viñuela (reemplazante)
- Jordi Castell (reemplazante)
- Fernando Kliche (reemplazante)
- Ignacio Franzani (reemplazante)

### Anteriores
- José Antonio Neme
- Fernando Solabarrieta

### Panelistas
- Pilar Sordo
- William Geisse
- Gloria Simonetti
- José Alfredo Fuentes
- René Naranjo
- Pedro Ruminot
- Krishna Navas

## Capítulos
| Temporada | Temporada | Episodios | Emisiones           | Emisiones              |
| Temporada | Temporada | Episodios | Primera emisión     | Última emisión         |
| --------- | --------- | --------- | ------------------- | ---------------------- |
|           | 1         | 144       | 21 de abril de 2014 | 5 de diciembre de 2014 |
|           | 2         |           | 2 de marzo de 2015  | 9 de julio de 2015     |

## Invitados

### Temporada 2014
- Stefan Kramer
- Francisco Kaminski
- José Alfredo Fuentes
- Matías Oviedo
- Claudia López
- Sebastián Ferrer
- Amparo Noguera
- Karen Conolly
- Pedro Carcuro
- Mónica Pérez
- Carlo Von Muhlenbrock
- Tito Fernández
- Felipe Álvarez
- Daniel Guerrero
- Juan David Rodríguez
- William Geisse
- Ana Reeves
- Mariana Derderián
- Douglas
- María Jimena Pereyra
- Carolina Soto
- Mon Laferte
- Raquel Argandoña
- Patricia Maldonado
- Pilar Sordo
- Gloria Simonetti
- Joe Vasconcellos
- Manuel García
- Andrés de León
- Hernaldo Zúñiga
- Cecilia Lagos
- Rodrigo Goldberg
- Sebastián Jiménez
- René Naranjo
- Mario Guerrero
- Francisco Melo
- Pablo Simonetti
- Fidel Oyarzo
- Felipe Armas
- Jaime Azócar
- Nicole
- Claudio Valdés
- Álvaro López
- Freddy Stock
- Delfina Guzmán
- Edmundo Arrocet
- Frabizio Vasconcellos
- Mario Kreutzberger
- Pablo Abraira
- Felipe Braun
- Álvaro Véliz
- Karen Doggenweiler
- Cecilia
- Adriano Castillo
- Horacio Saavedra
- Antonio de Marco
- Nicolás Oyarzún
- Alejandra Fosalba
- Palta Meléndez
- Natalia Cuevas
- Américo
- Pamela Díaz
- Andrés Velasco
- Julio Palacios
- Juan Carlos Valdivia
- Christell
- Valentín Trujillo

### Temporada 2015
- Arturo Ruiz Tagle
- Douglas
- Matilda Svensson
- Pamela Díaz
- José Alfredo Fuentes
- Giancarlo Petaccia
- Macarena Venegas
- José Miguel Viñuela
- Natalia Cuevas
- Patricio Torres
- Liliana Ross
- Ana María Orozco
- Julio César Rodríguez
- Luis Weinstein
- Fernando Alarcón
- Juvenal Olmos
- Patricio Laguna
- Felipe Armas
- Palmenia Pizarro
- Patricio Hado
- René Calderón
- Pablo Herrera
- Mónica Pérez
- Pedro Ruminot
- Pancho del Sur
- Claudia Di Girólamo
- Francisco Reyes
- Juan David Rodríguez
- Iván Torres
- Nano Stern
- Quique Neira
- Catalina Soto
- Mariela Montero
- Renato Munster
- Sebastián Jiménez
- Jorge Zabaleta
- Camaleón Landáez
- Andrés Baile
- Tatiana Merino
- Sergio Járlaz
- Antonio Ríos
- Gianella Marengo
- Guido Vecchiola
- Claudio Valdés
- Miguelo
- Javiera Naranjo
- Joe Vasconcellos
- Juan Ayala
- Wilfredo
- César Moráles
- Antonia Zegers
- César Sepúlveda
- Francisco Melo
- Jordi Castell
- Gloria Munchmeyer
- Álvaro Scaramelli
- Erto Pantoja
- Ricardo Astorga
- Luis Andaur
- Carla Jara
- Andrés de León
- Leo Caprile
- Irene Llano
- Santos Chávez
- Paulina Urrutia
- Juanjo Montecinos
- Marcelo Alonso
- Amparo Noguera
- Luz Eliana
- Fernanda Zamora
- Mayor Eduardo Yuseff
- Luis Alarcón
- Arturo Domínguez
- Santiago Tupper
- Íñigo Urrutia
- Andrea Tessa
- María Jimena Pereyra
- Catalina Palacios
- Sebastián Ferrer
- Alberto Plaza
- Marcelo Zunino
- Fabricio Vasconcellos
- Américo
- Ximena Rivas
- Elisa Alemparte
- Diego Muñoz
- Daniela Ramírez
- Gabriel Cañas
- Eduardo Ravani
- Carlos Pinto
- Álvaro García
- Adela Calderón
- Santiago Pavlovic
- Yasmín Valdés
- Claudio Fariña
- Maitén Montenegro
- Patricio Manss
- DJ Méndez
- Tito Francia
- Denise Rosenthal
- Carlos Corales
- Denise
- Héctor Véliz-Meza
- Bastián Bodenhöfer
- Pablo Zúñiga
- Tito Beltrán
- Roberto Bravo
- Manuel García
- Eduardo Gatti
- Carolina Ruiz
- Gabriel Schkolnick
- Héctor Omar Tapia
- Luis María Bonini
- Manuel de Tezanos
- Yael Unger
- Krishna de Caso
- Yuyuniz Navas
- Daniela Urrizola
- Sergio Lillo
- Alejandro de Rosas
- Mario Mutis
- Carolina Soto
- Arturo Waldén
- Sergio Marabolí
- Natalia Cuevas
- Carlos Esquivel
- Sergio Paz
- Adriano Scaramelli
- Gianluca Scaramelli
- Julio Jung
- Luís Dubó
- Sandro Larenas
- Rodrigo "Pelao" Gonzáles
- María Paz Jorquiera
- Cecilia
- Ignacia Baeza
- Marco Antonio Fernández
- Alicia Rodríguez
- Nicolás Rojas
- Nicolás Quesille
- Johnny Sky
- Pablito Ruiz
- Camila Arnéstica
- Rodrigo Muñoz
- Claudia López
- Fernando Kliche
- Josefina Fiebelkorn
- Juan José Gurruchaga
- Teresita Commentz
- Gabriela Zambrano

## Menú: Viña 2015
Menú: Viña 2015 es una edición especial del espacio dedicada exclusivamente al Festival de Viña del Mar 2015. Conducido por Claudia Conserva y Fernando Solabarrieta.
El programa se dedicó a rememorar los grandes momentos del festival. Junto con esto, también se abordó la contingencia de la actual versión con todos los detalles del evento. Para esta ocasión los conductores estuvieron acompañados por un panel integrado por René Naranjo, Carla Jara y Willy Geisse.

### Panelistas
- René Naranjo
- William Geisse
- Carla Jara

### Invitados
- Pamela Díaz
- Juan Falcón
- Carla Ochoa
- Roberto Santos
- Julián Elfenbein
- Juan David Rodríguez
- Claudia Di Girólamo
- Arturo Domínguez
- Miguelo
- Denisse Rosenthal
- Hernaldo Zúñiga
- Iván Zamorano
- Karen Doggenweiler
- Leandro Martínez
- Luis Jara
- Andrea Tessa
- Juan Carlos Duque
- Michele Cortese
- Florcita Motuda
- Antonio de Marco

### Capítulos
| Temporada | Temporada | Episodios | Emisiones             | Emisiones             |
| Temporada | Temporada | Episodios | Primera emisión       | Última emisión        |
| --------- | --------- | --------- | --------------------- | --------------------- |
|           | 1         | 9         | 20 de febrero de 2015 | 28 de febrero de 2015 |